# Sukamanah (Pangalengan)
Sukamanah is een bestuurslaag in het regentschap Bandung van de provincie West-Java, Indonesië. Sukamanah telt 18.300 inwoners (volkstelling 2010).